# أسماء الله في المسيحية

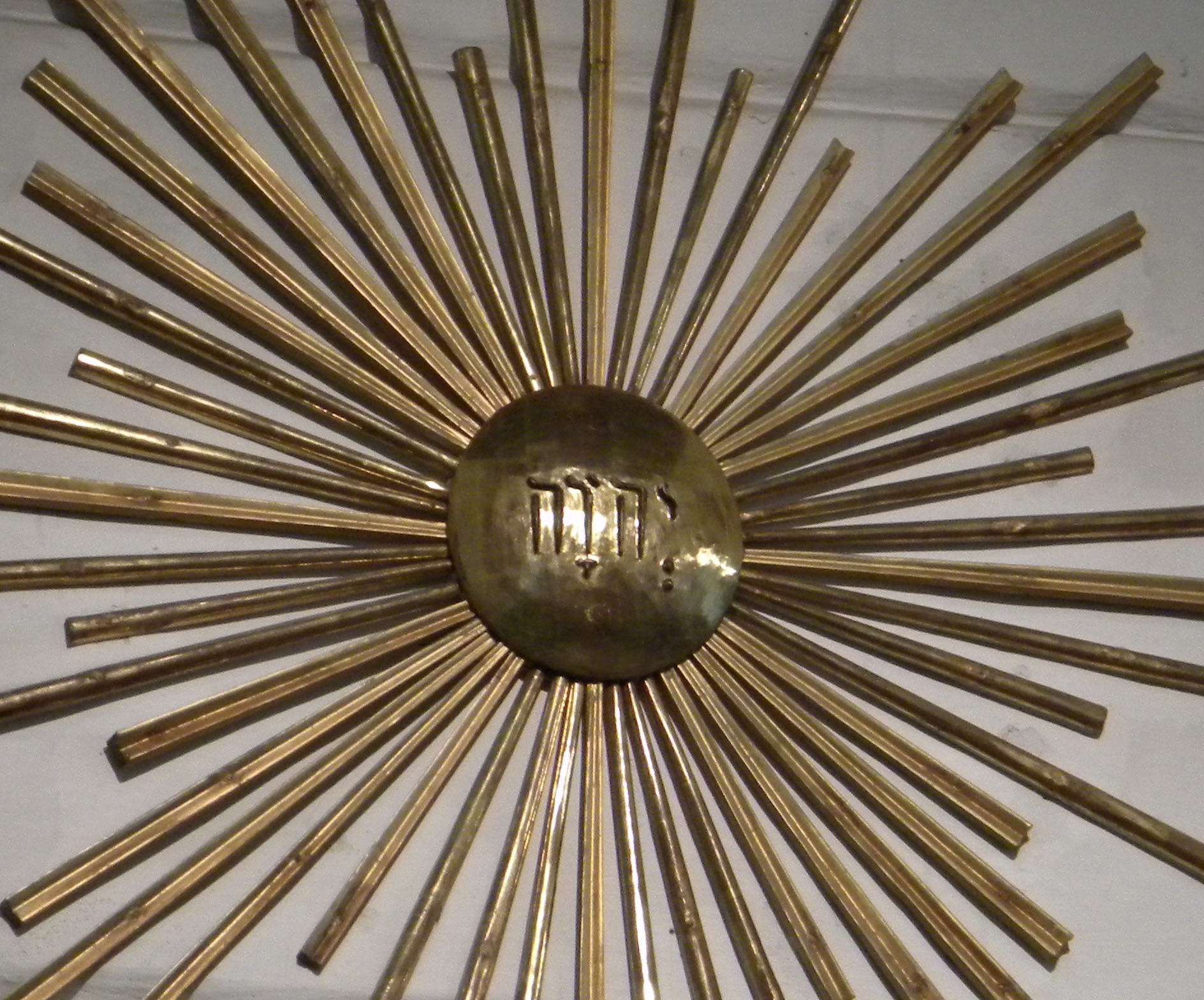

في اللاهوت المسيحي كان لاسم الله معنى وأهمية أعمق من كونه مجرد اسم. وفقًا للمعتقد المسيحي فإن اسم الله ليس اختراعًا بشريًا بل يرجع أصله إلى الوحي الإلهي. إن احترام اسم الله هو إحدى الوصايا العشر التي تفسرها بعض تعاليم المسيحية أنها ليست أمرًا شائعًا، وأنه يجب تجنب الاستخدام غير المناسب لاسم الله، بل التوجيه لتعظيمه بالأعمال الصالحة والثناء.
يظهر ذلك في الالتماس الأول في صلاة الرب الموجه إلى الله الأب «تقدس اسمه». وبالعودة إلى آباء الكنيسة كان يُنظر إلى اسم الله أنه تمثيل لنظام «الحقيقة الإلهية» بأكملها، المنزل على المؤمنين «الذين يؤمنون باسمه»، وكما في الكتاب المقدس (يوحنا 1:12)، «السير باسم الله الإله» وكذلك في الكتاب المقدس لميخا في سفر الرؤيا «من يحملون اسم الله يكونون مقدرين للسماء».
من يحملون اسم الله مقدرون للسماء، إذ يقدم يسوع التعاليم لتلاميذه مظهرًا لاسم الله. وكما هو موجود في الكتاب المقدس فإن يسوع يقدم القربان لله، وهو ضمان الخلاص بتمجيده لاسم الله، ومع صوت من السماء يؤكد لنا توسل يسوع «أيها الأب، أمجد اسمك» وذلك بالقول «لقد مجدته وسأمجده مرةً أخرى» وهي إشارة إلى معمودية يسوع وصلبه.
يستخدم الكتاب المقدس اسم الله بصيغة المفرد، ويستخدم المصطلحات بمعناها العام، بدلًا من الإشارة إلى أي تسمية خاصة، ومع ذلك تتفرع الإشارات العامة إلى اسم الله إلى أشكال خاصة أخرى تعبر عن سمات متعددة الأوجه. قدم الكتاب المقدس العديد من الإشارات إلى أسماء الله، لكن الأسماء الرئيسية في العهد القديم هي الله العلي وتعالى والشديد ويهوه -اسم الله باللغة العبرية- أما في العهد الجديد فهي كيريوس -بمعنى «الرب أو السيد» وهو اسم الله تعالى باللغة اليونانية- وباتير «الأبوي»، وهي الأسماء الرئيسية للرب.

## العهد القديم
في العهد القديم، يستخدم الكتاب المقدس اسم الله بصيغه المفرد، ويستخدم المصطلحات بمعناها العام، بدلًا من الإشارة إلى أي تسمية خاصة، ومع ذلك تتفرع الإشارات العامة إلى اسم الله إلى أشكال خاصة أخرى تعبر عن سمات متعددة الأوجه. أبسط إشارة إلى الله في العهد القديم هو إيل «الإله» التي قد تكون مشتقة من «الأول» أي الذي سبق كل شيء.
إن كلمة «إلوهيم» مفردة مشتقة من نفس الجذر لكلمة «إيل»، وتشير إلى الله القوي الجبار القادر على الحكم وبث الخوف، ويشير «إليون» إلى الرفعة والتمجيد، ومع ذلك فهذه ليست أسماء خاصة بالإله لكنها ألقاب قد تُستخدم أيضًا لوصف الحكام والقضاة. وكذلك «أدوناي» يشير أيضًا إلى نفس السياق بمعنى الله الحاكم القوي، وبالمثل «إلشاداي» المشتق من «شاد» بمعنى الرب القوي.
يهوه «الرب» هو الاسم الرئيسي في العهد القديم، وهو الاسم الذي يشير به الله إلى نفسه، وهو الاسم الأكثر قداسة وتميزًا ولا يمكن فصله. واستنادًا إلى ليف «من يكفر باسم الرب يُقتل حتمًا»، تجنب اليهود عمومًا استخدام اسم الرب واستبدلوا به أسماء أدوناي أو إلوهيم عند قراءة الكتاب المقدس.
إن نطق «يهوه» في العهد القديم لا يمكن تأكيده نظرًا إلى أن النص العبري الأصلي يستخدم الحروف الساكنة فقط. لقد تشكل المقابل الإنجليزي لكلمة يهوه (Jehovah) في العصور الوسطى بالجمع بين الحروف اللاتينية الأربعة الساكنة في «يهوه» ونقاط العلة التي استخدمتها الماسوريت، للإشارة إلى أن القارئ يجب أن يقول «يهوه» إذا قابل «أدوناي»، وبذلك نشأت كلمة «يهوه» بإضافة حروف العلة في أدوناي إلى الحروف الساكنة في يهوه.
ظهر يهوه في كتاب تندل/نسخة الملك جيمس، وأيضًا توجد ترجمات أخرى في نفس الفترة الزمنية وما بعدها، مثل «شهود يهوه»، وبذلك استُخدم مصطلح يهوه بانتظام.
ترجمت العديد من الترجمات الإنكليزية للكتاب المقدس (Tetragrammaton) «يهوه» إلى «الإله» واستبدل أتباع الممارسة اليهودية «أدوناي» بها. وقد استخدمت الترجمة السبعينية للكتاب المقدس من العبرية إلى اليونانية أساسًا كلمة كيريوس اليونانية التي تعني الرب للإشارة إلى «يهوه». ومن المحتمل أن الرسول بولس كان على علم باستخدام مصطلح كيريوس في السبعينية، إذ استخدمه في رسائله للإشارة إلى يسوع، ما يدل على ألوهيته ووجوده.

## العهد الجديد
في حين يتضمن العهد القديم عددًا كبيرًا من الأسماء والألقاب التي تشير إلى الله بالعبرية، فإن النص اليوناني -العهد الجديد- يستخدم أسماء أقل بكثير. تتضمن الاستخدامات الأساسية لاسم الله -الأب- في العهد الجديد: ثيوس -المصطلح اليوناني لكلمه الله- وكيريوس -أي الرب باليونانية- وباتر، أي الأب باليونانية. وكلمة «آبا» الأرامية، التي تعنى «الأب» في الكتاب المقدس/مارك وأيضًا في الكتاب المقدس/رومية والكتاب المقدس/غلاطية.
في العهد الجديد، يشير الاسمان يسوع وعمانويل إلى يسوع مع خصائص الخلاص، وكذلك اسم يسوع في متى ولوقا، وفي الحالتين لم يحدد البشر الاسم بل الملائكة، مع أهمية لاهوتية، مثل ما ورد في متى: «سندعو اسم يسوع لأنه سيخلص شعبه من خطاياهم»، إذ يربط اسم يسوع بصفات الخلاص.
وكذلك يشير اسم عمانويل في متى: «أنا معك حتى نهاية العالم»، إذ يشير إلى أن يسوع سيكون مع المؤمنين حتى نهاية العمر. وفقًا لأولريتش لوز، فإن اسم عمانويل يرتبط بوضوح في إنجيل (متى) بفكرة الخلاص.
ترتبط أسماء الأب والابن والروح القدس ارتباطًا وثيقًا بالعهد الجديد، وترتبط تعاليم يسوع بتلاميذه في إنجيل متى. وعُثر على الكلمة اليونانية (pneuma) التي تعني عمومًا «الروح» نحو 385 مرة في العهد الجديد. وأيضًا المصطلح الإنكليزي للروح القدس (Holy Spirit) له معان أخرى مماثلة كثيرة، وأصبح شائع الاستخدام في القرن العشرين.
في أدب جوهانين، تُستخدم 3 مصطلحات منفصلة، هي الروح القدس وروح الحقيقة وروح الحق. استُخدم «روح الحقيقة» في يوحنا للإشارة إلى التناقض مع «روح الضلال».